# 25 de l'Unicorn
25 de l'Unicorn (25 Monocerotis) és un estel en la constel·lació de l'Unicorn, de magnitud aparent +5,14. S'hi troba a 202 anys llum del Sistema Solar.
25 de l'Unicorn és una geganta blanca-groga de tipus espectral F6III amb una temperatura superficial de 6449 K. Brilla amb una lluminositat 71 vegades superior a la del Sol i el seu diàmetre és 6,2 vegades més gran que el diàmetre solar. Rota amb una velocitat d'almenys 20 km/s. Té una massa estimada de 2,2 masses solars amb una edat aproximada de 530 milions d'anys —un 12% de l'edat del Sol. A diferència de les gegants de tipus K o G tardanes, relativament abundants, les gegants de tipus F són molt escasses; entre aquestes, cal destacar a ρ Puppis per la seva semblança amb 25 Monocerotis.
25 de l'Unicorn té una elevada metal·licitat, i la relació entre el contingut de ferro i el d'hidrogen és 2,6 vegades major que en el Sol. Així mateix, mostra sobreabundància d'elements com a ferro, níquel i bari; no obstant això, és el calci l'element que mostra un contingut relatiu més alt, més de quatre vegades per sobre del valor solar.
Hom pensa que 25 de l'Unicorn pot ser una variable del tipus Delta Scuti, amb una petita variació de lluentor de 0,01 magnituds.